# Marmorosphax
Marmorosphax – rodzaj jaszczurek z podrodziny Lygosominae w obrębie rodziny scynkowatych (Scincidae).

## Rozmieszczenie geograficzne
Rodzaj obejmuje gatunki występujące w Nowej Kaledonii.

## Systematyka
Rodzaj zdefiniował w 1987 roku australijski herpetolog Ross Allen Sadlier w artykule zatytułowanym Przegląd scynkowatych z Nowej Kaledonii, opublikowanym w czasopiśmie „Records of the Australian Museum”. Gatunkiem typowym jest (oryginalne oznaczenie) M. tricolor.

### Etymologia
Marmorosphax: gr. μαρμαρος marmaros ‘marmur’; σφαξ spax σφαγη sphagē ‘gardło’.

### Podział systematyczny
Do rodzaju należą następujące gatunki: 
- Marmorosphax boulinda Sadlier, Smith, Bauer & Whitaker, 2009
- Marmorosphax kaala Sadlier, Smith, Bauer & Whitaker, 2009
- Marmorosphax montana Sadlier & Bauer, 2000
- Marmorosphax taom Sadlier, Smith, Bauer & Whitaker, 2009
- Marmorosphax tricolor (Bavay, 1869)